# Vláda Jiřího Paroubka
Vláda Jiřího Paroubka vykonávala úřad od 25. dubna 2005 do 16. srpna 2006 a poté byla do 4. září 2006 dočasně pověřena vykonáváním funkce do jmenování vlády Mirka Topolánka (podle článku 62 písm. d) Ústavy České republiky). Vládu tvořila koalice ČSSD, KDU-ČSL a US-DEU. Byla v pořadí již třetí vládou sestavenou ČSSD od parlamentních voleb v roce 2002. Předsedou vlády byl Jiří Paroubek, ministr pro místní rozvoj v předchozí vládě Stanislava Grosse.
Ve volbách do poslanecké sněmovny v roce 2006 dosáhla ČSSD svého historicky nejlepšího výsledku 74 mandátů. Ani to však nestačilo na ODS, která získala 81 mandátů, což jí umožnilo sestavit další vládu pod vedením Mirka Topolánka.

## Legitimita vlády
Legitimita vlády od občanů České republiky (na základě voleb a na začátku vládnutí – pozdější změny v poslaneckých klubech nejsou zohledněny):
| vládní strana         | počet hlasů ve volbách | % zisk  | počet mandátů v PSP ČR | počet křesel ve vládě | předseda strany                                |
| --------------------- | ---------------------- | ------- | ---------------------- | --------------------- | ---------------------------------------------- |
| ČSSD                  | 1 440 279              | 30,20 % | 70                     | 12                    | Stanislav Gross                                |
| KDU-ČSL US-DEU        | 680 671                | 14,21 % | 23 8                   | 3 3                   | KDU-ČSL: Miroslav Kalousek US-DEU: Pavel Němec |
| vládní strany celkově | 2 120 950              | 44,41 % | 101                    | 18                    |                                                |
| ČR celkově            | 4 789 145              | 100 %   | 200                    | -                     |                                                |

## Seznam členů vlády
| Úřad                                                | Člen vlády       | Člen vlády       | Subjekt | Subjekt          | Nástup do úřadu    | Odchod z úřadu             |
| --------------------------------------------------- | ---------------- | ---------------- | ------- | ---------------- | ------------------ | -------------------------- |
| Předseda vlády                                      | Jiří Paroubek    |                  |         | ČSSD             | 25. dubna 2005     | 16. srpna 2006             |
| 1. místopředseda vlády Ministr financí              | Bohuslav Sobotka | Bohuslav Sobotka |         | ČSSD             | 25. dubna 2005     | 16. srpna 2006             |
| Místopředseda vlády Ministr spravedlnosti           | Pavel Němec      |                  |         | US-DEU           | 25. dubna 2005     | 16. srpna 2006             |
| Místopředseda vlády Ministr dopravy                 | Milan Šimonovský |                  |         | KDU-ČSL          | 25. dubna 2005     | 16. srpna 2006             |
| Místopředseda vlády Ministr práce a sociálních věcí | Zdeněk Škromach  | Zdeněk Škromach  |         | ČSSD             | 25. dubna 2005     | 16. srpna 2006             |
| Místopředseda vlády pro ekonomiku                   | Martin Jahn      |                  |         | nestr. za ČSSD   | 25. dubna 2005     | 1. prosince 2005           |
| Místopředseda vlády pro ekonomiku                   | Jiří Havel       | Jiří Havel       |         | ČSSD             | 3. ledna 2006      | 16. srpna 2006             |
| Ministr vnitra                                      | František Bublan | František Bublan |         | nestr. za ČSSD   | 25. dubna 2005     | 16. srpna 2006             |
| Ministr pro místní rozvoj                           | Radko Martínek   | Radko Martínek   |         | ČSSD             | 25. dubna 2005     | 16. srpna 2006             |
| Ministr(yně) zdravotnictví                          | Milada Emmerová  | Milada Emmerová  |         | ČSSD             | 25. dubna 2005     | 12. října 2005             |
| Ministr(yně) zdravotnictví                          | Zdeněk Škromach  | Zdeněk Škromach  |         | ČSSD             | 12. října 2005     | 4. listopadu 2005          |
| Ministr(yně) zdravotnictví                          | David Rath       |                  |         | nestr. za ČSSD   | 4. listopadu 2005  | 16. srpna 2006             |
| Ministr(yně) zdravotnictví                          | David Rath       | ČSSD             |         |                  | 4. listopadu 2005  | 16. srpna 2006             |
| Ministr zahraničních věcí                           | Cyril Svoboda    | Cyril Svoboda    |         | KDU-ČSL          | 25. dubna 2005     | 16. srpna 2006             |
| Ministr kultury                                     | Pavel Dostál     |                  |         | ČSSD             | 25. dubna 2005     | 24. července 2005 (zemřel) |
| Ministr kultury                                     | Vítězslav Jandák | Vítězslav Jandák |         | nestr. za ČSSD   | 17. srpna 2005     | 16. srpna 2006             |
| Ministr průmyslu a obchodu                          | Milan Urban      | Milan Urban      |         | ČSSD             | 25. dubna 2005     | 16. srpna 2006             |
| Ministr zemědělství                                 | Petr Zgarba      |                  |         | ČSSD             | 25. dubna 2005     | 10. listopadu 2005         |
| Ministr zemědělství                                 | Jan Mládek       | Jan Mládek       |         | ČSSD             | 16. listopadu 2005 | 16. srpna 2006             |
| Ministryně školství, mládeže a tělovýchovy          | Petra Buzková    | Petra Buzková    |         | ČSSD             | 25. dubna 2005     | 16. srpna 2006             |
| Ministr obrany                                      | Karel Kühnl      | Karel Kühnl      |         | US-DEU           | 25. dubna 2005     | 16. srpna 2006             |
| Ministr životního prostředí                         | Libor Ambrozek   | Libor Ambrozek   |         | KDU-ČSL          | 25. dubna 2005     | 16. srpna 2006             |
| Ministryně informatiky                              | Dana Bérová      |                  |         | nestr. za US-DEU | 25. dubna 2005     | 16. srpna 2006             |
| Ministr Předseda Legislativní rady vlády            | Pavel Zářecký    |                  |         | nestr. za ČSSD   | 25. dubna 2005     | 16. srpna 2006             |

## Poměr sil ve vládě

### Počet ministrů
| - ČSSD    | 12 |
| - KDU-ČSL | 3  |
| - US-DEU  | 3  |